# ユ・ヘジン
ユ・ヘジン（유 해진、1970年1月4日 - ）は、韓国の俳優。忠清北道出身。Awesome ENT所属。

## 略歴
忠清北道、清州出身。忠清大学衣装学科中退、ソウル芸術大学演劇学科卒業。1997年に映画『ブラックジャック』でデビュー。多くの韓国映画に出演する俳優であり、青龍映画賞や大鐘賞など数々の映画賞で助演男優賞を受賞している。
『タチャ イカサマ師』（2006年）で共演した女優のキム・ヘスと3年間交際していたが、2011年に破局した。

## 主な出演作品

### 映画
- ブラックジャック（1997年） - ダンプ1 役
- SPY リー・チョルジン/北朝鮮から来た男（1999年） - ヤクザ2 役
- アタック・ザ・ガス・ステーション!（1999年） - チンピラ1 役
- MUSA -武士-（2001年） - ドチュン 役
- 風林高（2001年） - ノプチ（ひらめ） 役
- 公共の敵（2002年） - ヨンマン 役
- ライターをつけろ（2002年） - チム・チャクナム 役
- コースト・ガード（2002年） - チョルグ 役
- ジェイル・ブレーカー（2002年） - チャプセ 役
- 蝶（2003年） - ドンシク 役 ※友情出演
- 英語完全征服（2003年） - 地下鉄の乗客 役
- 氷雨（2004年） - パク・ホンス 役
- 風の伝説（2004年） ※友情出演
- 達磨よ、ソウルに行こう!（2004年） - ヨンデ 役
- このまま死ねるか!（2005年） - ハンカル 役 ※友情出演
- 麻婆島（マパド）（2005年） - 漁師 役 ※特別出演
- 公共の敵2 あらたなる闘い（2005年） - ヨンマン 役
- 王の男（2005年） - ユッカプ 役
- 血の涙（2005年） - ドクギ 役
- おまえを逮捕する（2005年） - ガスボンベ 役
- 夏物語（2006年） - キムPD 役 ※特別出演
- 約束（2006年） - ソンホの義兄 役
- タチャ イカサマ師（2006年） - コ・グァンリョル 役
- 里長と郡守（2007年） - ノ・テギュ 役
- 大誘拐 〜クォン・スンブン女史拉致事件〜（2007年） - ムン・グニョン 役
- My Son あふれる想い（2007年） - 隣家のおじさん 役 ※声のみ
- トラック（2008年） - トラック運転手 チョン・チョルミン 役
- カン・チョルジュン 公共の敵1-1（2008年） - ヨンマン 役
- チョン・ウチ 時空道士（2009年） - チョレンイ 役
- 小さな池 1950年・ノグンリ虐殺事件（2010年） - 避難民 役
- 黒く濁る村（2010年） - 村の住民 キム・ドクチュン 役
- 生き残るための3つの取引（2010年） - チョン・ソック 役
- ダブル・キラー（2010年） - パク・サンオプ 役
- 敵との初恋（2011年） - ジェジュン 役
- ママ（2011年） - マザコンギャング スンチョル 役
- ミスGO（2012年） - 赤い靴 役
- スパイな奴ら（2012年） - チェ部長 役
- ガーディアンズ 伝説の勇者たち（2012年） - ボニー 役（声優） ※アニメーション映画
- FLU 運命の36時間（2013年） - ペ・ギョンオプ 役
- 情愛中毒（2014年） - イム社長 役
- パイレーツ（2014年） - チョルポン 役
- タチャ 神の手（2014年） - コ・グァンリョル 役
- 極秘捜査（2015年） - キム・ジュンサン 役
- 国選弁護人ユン・ジンウォン（2015年） - チャン・テソク 役
- ベテラン（2015年） - チェ・テウン常務 役
- あいつだ（2015年） - 薬剤師 ミン 役
- LUCK-KEY ラッキー（2016年） - 主演：チェ・ヒョンウク 役
- コンフィデンシャル/共助（2017年） - 主演：カン・ジンテ 役
- タクシー運転手 約束は海を越えて（2017年） - ファン・テスル 役
- 1987、ある闘いの真実（2017年） - ハン・ビョンヨン 役
- レッスル!（2017年） - カン・グィボ 役
- 完璧な他人（2018年） - 主演：カン・テス 役
- マルモイ ことばあつめ（2019年） - 主演：キム・パンス 役
- 鳳梧洞戦闘（朝鮮語版）（2019年） - ファン・へチョル 役
- スペース・スウィーパーズ（2021年、Netflix） - バブズ 役 ※声の出演
- 人質 韓国トップスター誘拐事件（英語版）（2021年） ※友情出演
- コンフィデンシャル:国際共助捜査 （2022年） - 主演：カン・ジンテ 役
- 梟-フクロウ-（英語版）（2022年） - 主演：インジョ（仁祖）役
- マイ・スイート・ハニー（英語版）（2023年） - 主演：チホ 役
- DOG DAYS 君といつまでも（英語版）（2024年） - ミンサン 役
- 破墓/パミョ（2024年） - ヨングン 役

### テレビドラマ
- 名家の娘ソヒ（2004年、SBS）
- 1泊2日（2013年、KBS）

### バラエティ
- 三食ごはん　漁村編（2015年、tvN）
- 三食ごはん　高敞(コチャン) 編（2016年、tvN）
- スペイン下宿（2019年、tvN）
- 三食ごはん　漁村編5（2020年、tvN）

### ドキュメンタリー
- Humanimal（2020年、）

## 受賞歴
- 2006年
  - 第43回大鐘賞：助演男優賞（王の男）
- 2010年
  - 第31回青龍映画賞：助演男優賞（黒く濁る村）
  - 第8回大韓民国映画大賞：助演男優賞（黒く濁る村）
- 2014年
  - 第51回大鐘賞：助演男優賞（パイレーツ）
  - 第1回韓国映画評論家協会賞：助演男優賞（パイレーツ）
  - 韓国映画俳優協会 スターの夜：韓国映画トップ助演賞（パイレーツ）
- 2015年
  - 第6回今年の映画賞：助演男優賞（パイレーツ）
  - 第51回百想芸術大賞：映画部門 助演男優賞（パイレーツ）
  - 第35回黄金撮影賞：助演男優賞（パイレーツ）
  - 西帰浦シーンスティーラーフェスティバル：シーンスティーラー賞
  - 大韓民国広告大賞：広告人が選ぶ最高の広告モデル賞
  - 第16回釜山映画評論家協会賞：主演男優賞（ベテラン）
- 2017年
  - 第51回納税者の日：大統領表彰
  - 第37回韓国映画評論家協会賞：助演男優賞（タクシー運転手 約束は海を越えて）
  - 第7回美しい芸術人賞：映画芸術人賞
  - 第12回大韓民国大学映画祭：主演男優賞（LUCK-KEY/ラッキー）
- 2023年
  - 第28回 春史国際映画祭：審査委員特別賞 俳優部門（甘い:7510）